# 556 aC

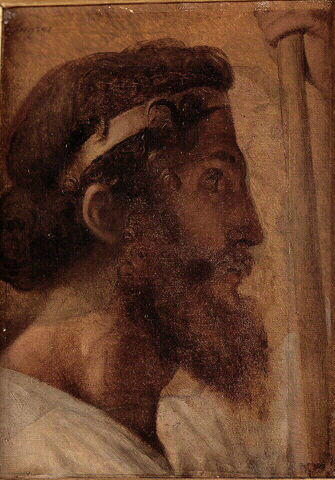
Cap i mà dreta de Pisístrat pintat per Jean Auguste Dominique Ingres

L'any 556 aC es un any del calendari gregorià. En l'Imperi Romà havia estat conegut com l'any 198 Ab urbe condita. La denominació de 556 aC per aquest any ha estat utilitzada des de principis de l'edat mitjana, quan es va establir l'era del calendari de l'Anno Domini per denominar els anys.

## Esdeveniments

### Europa
- Pisístrat és exiliat a Eubea i és destituit del seu càrrec a Atenes després que les altres dues faccions, liderades per Licurg i per Megacles s'uneixen a la seva contra (o 555 aC).[1]
- Charmus de Kolyttus, antic eromen de Pisístrat esdevé polemarc d'Atenes.[2]

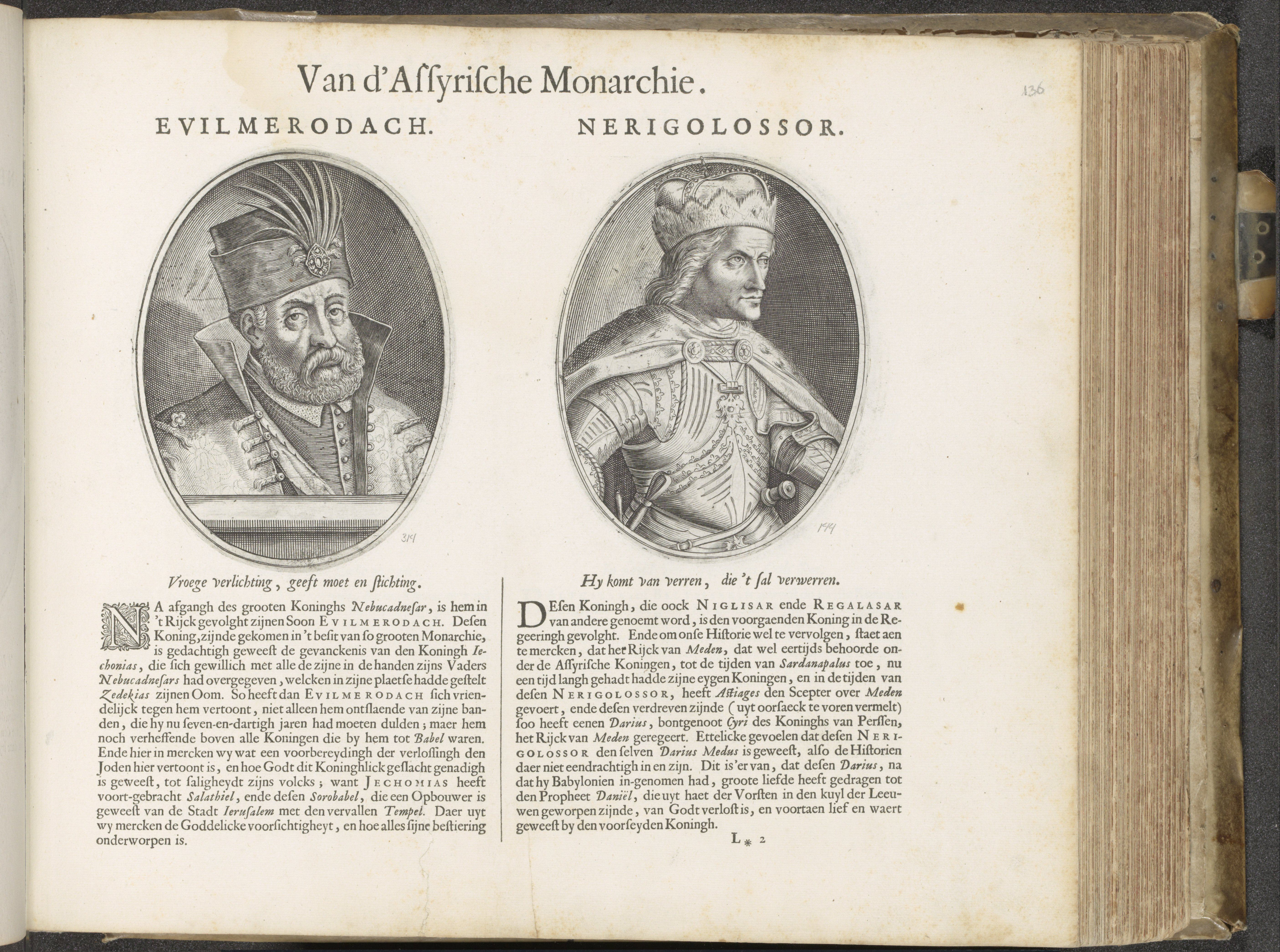
Retrats del segle XVII de Neriglissar i el seu predecessor, Amel-Marduk, reis de Babilònia

### Proper orient - Imperi Neobabilònic
- Labashi-Marduk succeeix a Neriglissar com a emperador de Babilònia (o 557 aC).[3]
- Nabònides succeeix a Labashi-Marduk com a rei de Babilònia; serà l'últim rei de l'imperi Neobabilònic fins a la seva caiguda sota Cir II el Gran de l'Imperi Aquemènida l'any 539 aC.[4][5]Il·lustració de Simònides a la Crònica de Nuremberg (1493)

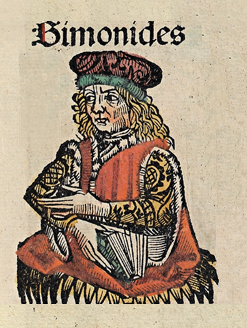
Il·lustració de Simònides a la Crònica de Nuremberg (1493)

## Naixement
- Simònides de Ceos, poeta líric de l'Antiga Grècia (època aproximada), neix a Iulis, a l'illa de Kea.[6]

## Necrològiques
- Labashi-Marduk, emperador de Babilònia.[3]
- Neriglissar, emperador de Babilònia.[5]